# Regio IV degli scavi archeologici di Pompei
Nella lista seguono i monumenti presenti nella Regio IV degli scavi archeologici di Pompei.

## Insula 1
| Pos. | Foto | Nome                    | Descrizione | Note |
| ---- | ---- | ----------------------- | ----------- | ---- |
| A    | -    | Bottega                 | -           |      |
| B    | -    | Bottega                 | -           |      |
| C    | -    | Identificazione incerta | -           |      |
| D    | -    | Identificazione incerta | -           |      |
| E    | -    | Bottega                 | -           |      |
| F    | -    | Casa senza nome         | -           |      |
| G    | -    | Bottega                 | -           |      |

## Insula 2
| Pos. | Foto | Nome                        | Descrizione | Note |
| ---- | ---- | --------------------------- | --- | ---- |
| A    | -    | Caupona                     | - |      |
| B    | -    | Casa dei Pilastri Colorati  | È stata scavata tra il 1841 ed il 1843: in seguito fu nuovamente ricoperta e ne risulta visibile solo parte della facciata principale: al suo interno sono stati ritrovati uno scheletro umano ed una lampada in terracotta a forma di maschera della tragedia; caratteristici anche due cubicoli nei pressi dell'ingresso finemente decorati. |      |
| C    | -    | Bottega                     | - |      |
| D    | -    | Casa del Produttore di Vino | È stata esplorata nel triennio 1841-1843 e nuovamente seppellita: resta quindi visibile solo il muro perimetrale esterno, dove probabilmente era ubicato l'ingresso principale; è inoltre così chiamata perché al suo interno fu ritrovato un affresco che raffigurava tre satiri intenti a schiacciare dell'uva in un torchio.                |      |
| E    | -    | Bottega                     | - |      |
| F    | -    | Taberna Felicionis          | - |      |
| G    | -    | Casa senza nome             | - |      |

## Insula 3
| Pos. | Foto | Nome                       | Descrizione | Note |
| ---- | ---- | -------------------------- | ----------- | ---- |
| A    | -    | Bottega                    | -           |      |
| B    | -    | Bottega                    | -           |      |
| C    | -    | Casa di Hermes             | -           |      |
| D    | -    | Bottega                    | -           |      |
| E    | -    | Casa di Ifigenia           | -           |      |
| F    | -    | Identificazione incerta    | -           |      |
| G    | -    | Casa di M. Cerrinius Vatia | -           |      |
| H    | -    | Identificazione incerta    | -           |      |
| I    | -    | Casa senza nome            | -           |      |

## Insula 4
| Pos. | Foto | Nome                    | Descrizione | Note |
| ---- | ---- | ----------------------- | ----------- | ---- |
| A    | -    | Bottega                 | -           |      |
| B    | -    | Casa senza nome         | -           |      |
| C    | -    | Bottega                 | -           |      |
| D    | -    | Bottega                 | -           |      |
| E    | -    | Identificazione incerta | -           |      |
| F    | -    | Identificazione incerta | -           |      |
| G    | -    | Identificazione incerta | -           |      |
| H    | -    | Identificazione incerta | -           |      |

## Insula 5
| Pos. | Foto | Nome                    | Descrizione | Note |
| ---- | ---- | ----------------------- | --- | ---- |
| A    | -    | Casa con bottega        | - |      |
| B    | -    | Casa di Mercurio        | Chiamata anche Casa di Ercole, è stata scavata tra il 1813 ed il 1814 e nuovamente interrata: rimane visibile solo parte di un muro perimetrale in cui è difficile individuare l'ingresso principale, che potrebbe essere confuso con le finestre, mentre tra i reperti principali ritrovati al suo interno, alcuni affreschi dipinti sulle colonne del larario raffigurante Ercole, Bacco, Eros, Mercurio e Venere |      |
| C    | -    | Identificazione incerta | - |      |
| D    | -    | Identificazione incerta | - |      |